# Patrick Kristensen
Patrick Kristensen (Silkeborg, 28 april 1987) is een Deens voetballer (middenvelder) die sinds 2006 voor de Deense eersteklasser Aalborg BK uitkomt. In een wedstrijd op 25 oktober 2009 tegen Brøndby IF scoorde hij het duizendste doelpunt ooit van Aalborg in de SAS Ligaen.

## Interlandcarrière
Kristensen is meervoudig Deens jeugdinternational.

## Erelijst
Aalborg BK
- Superligaen

2008, 2014